# Jeremiah Johnson
Jeremiah Johnson (bra: Mais Forte que a Vingança; prt: As Brancas Montanhas da Morte) é um filme estadunidense de 1972, do gênero faroeste, dirigido por Sydney Pollack e com roteiro baseado no livro Mountain Man de Vardis Fisher, sobre a vida do montanhês Liver-Eating Johnson. Foi filmado no estado de Utah.

## Sinopse
Ex-soldado veterano da guerra mexicano-americana (1846-48), Jeremiah Johnson abandona a farda e busca refúgio no Oeste. Ele se torna um montanhês, vivendo como caçador. No inverno, com muitas dificuldades para sobreviver, faz contato com índios da tribo crow e se torna amigo do chefe. Ele se casa com uma nativa crow e, depois, encontra uma mulher atacada por guerreiros blackfoot, tribo rival dos crow. A mulher, enlouquecida, deixa seu filho sob os cuidados de Johnson, que assim forma uma família.
Mas Johnson é forçado a voltar para o exército e deve guiar as tropas sobre a terra sagrada dos crow. Os índios querem vingança por esse ato. Ao voltar para a montanha, Johnson iniciará uma longa sequência de lutas com os crow, que mandarão durante anos seus melhores guerreiros, um a um, para matá-lo.

## Elenco principal
- Robert Redford .... Jeremiah Johnson
- Will Geer .... "Bear Claw" Chris Lapp
- Stefan Gierasch .... Del Gue
- Delle Bolton .... Swan
- Josh Albee .... Caleb
- Joaquín Martínez .... Paints His Shirt Red

## Principais prêmios e indicações
Festival de Cannes (França)
- Indicado à Palma de Ouro.